# Guldbröstad tangara
Guldbröstad tangara (Tangara schrankii) är en fågel i familjen tangaror inom ordningen tättingar.

## Utseende
Guldbröstad tangara är en liten grön tangara med svart ögonmask och gul buk. Könen är lika.

## Utbredning och systematik
Guldbröstad tangara delas in i tre underarter:
- T. s. schrankii – förekommer från sydöstra Colombia till norra Bolivia och västra Amazonas i Brasilien
- T. s. venezuelana – förekommer i tropiska södra Venezuela (södra Bolívar och östra Amazonas)

## Levnadssätt
Guldbröstad tangara är en av de vanligaste tangarorna i högvuxen låglänt regnskog. Den ses både högt upp i trädtaket och lägre ner i undervegetationen, ofta som den del av kringvandrande artblandade flockar. 

## Status och hot
Arten har ett stort utbredningsområde, men tros minska i antal, dock inte tillräckligt kraftigt för att den ska betraktas som hotad. Internationella naturvårdsunionen IUCN listar arten som nära hotad (LC).

## Namn
Fågelns vetenskapliga artnamn hedrar Franz von Paula Schrank (1747-1835), tysk teolog, botaniker, entomolog och samlare av specimen.